# 딜리버리 (웹 드라마)
딜리버리(Delivery)는 대한민국의 액션 코미디 웹 시리즈이다. 미연과 이태빈이 출연한다. 이 시리즈는 경기도가 경기도의 배달 앱 '딜리버리 익스프레스' 서비스를 홍보하기 위해 제작하였다. 또, 경기도 내 중소기업의 제품을 노출시킴으로써 지역 경제 활성화에 도움을 주려는 것이 목적이다. 유튜브, IPTV를 통해 2021년 11월 12일 스트리밍되었다.

## 출연

### 주연
- 미연
- 마이틴

### 조연
- 김응수 (배우)
- 최환희